# The Haunted World of El Superbeasto
The Haunted World of El Superbeasto é um filme de animação americano de 2009, dirigido por Rob Zombie. Baseado na série de história em quadrinhos criada por Rob Zombie.

## Sinopse
Comédia em animação com toques de terror e suspense, baseada em uma série de histórias em quadrinhos criada por Rob Zombie. O filme acompanha as aventuras de El Superbeasto (voz de Tom Papa), um lutador de luta-livre mexicano e da sua voluptuosa parceira/irmã Suzi-X (voz de Sheri Moon Zombie), que se aventuram num mundo místico e assombrado de Monstrópolis.

## Elenco
| Ator/Atriz        | Personagem                |
| ----------------- | ------------------------- |
| Joe Alaskey       | Erik the Newscaster (voz) |
| Ken Foree         | Luke St. Luke (voz)       |
| Tom Papa          | El Superbeasto (voz)      |
| Sheri Moon Zombie | Suzi X (voz)              |
| Paul Giamatti     | Dr. Satan (voz)           |
| Rosario Dawson    | Velvet Von Black (voz)    |
| Danny Trejo       | Boss Rico (voz)           |
| Bill Moseley      | Otis Driftwood (voz)      |
| Sid Haig          | Captain Spaulding (voz)   |
| Clint Howard      | Joe Cthulu (voz)          |